# Fussball Club Vaduz 2017-2018
Questa voce raccoglie le informazioni riguardanti il Fussball Club Vaduz nelle competizioni ufficiali della stagione 2017-2018.

## Stagione
Nella stagione 2017-2018 il Vaduz, allenato da Roland Vrabec, concluse il campionato di Challenge League al 4º posto. Nella Coppa del Liechtenstein il Vaduz vinse la finale con il Balzers. In UEFA Europa League il Vaduz fu eliminato al secondo turno dall'Odd.

## Rosa
| N. |                          | Ruolo | Calciatore        |
| -- | ------------------------ | ----- | ----------------- |
| 1  | Liechtenstein (bandiera) | P     | Peter Jehle       |
| 2  | Svizzera (bandiera)      | D     | Marvin Pfründer   |
| 3  | Liechtenstein (bandiera) | D     | Manuel Mikus      |
| 4  | Germania (bandiera)      | D     | Thomas Konrad     |
| 7  | Germania (bandiera)      | C     | Nicolas Jüllich   |
| 8  | Italia (bandiera)        | C     | Diego Ciccone     |
| 9  | Svizzera (bandiera)      | A     | Boris Babić       |
| 10 | Francia (bandiera)       | A     | Mohamed Coulibaly |
| 11 | Liechtenstein (bandiera) | D     | Franz Burgmeier   |
| 12 | Liechtenstein (bandiera) | P     | Armando Majer     |
| 13 | Croazia (bandiera)       | D     | Tomislav Puljić   |
| 14 | Serbia (bandiera)        | C     | Milan Gajić       |
| 15 | Liechtenstein (bandiera) | P     | Justin Ospelt     |
| 16 | Liechtenstein (bandiera) | A     | Moritz Eidenbenz  |

| N. |                          | Ruolo | Calciatore             |
| -- | ------------------------ | ----- | ---------------------- |
| 17 | Svizzera (bandiera)      | C     | Marco Mathys           |
| 18 | Danimarca (bandiera)     | C     | Yones Felfel           |
| 19 | Svizzera (bandiera)      | D     | Nils von Niederhäusern |
| 21 | Germania (bandiera)      | D     | Axel Borgmann          |
| 22 | Svizzera (bandiera)      | P     | Benjamin Siegrist      |
| 23 | Svizzera (bandiera)      | C     | Robin Kamber           |
| 24 | Svizzera (bandiera)      | C     | Maurice Brunner        |
| 25 | Liechtenstein (bandiera) | C     | Philipp Ospelt         |
| 27 | Svizzera (bandiera)      | C     | Philipp Muntwiler      |
| 29 | Svizzera (bandiera)      | D     | Mario Bühler           |
| 30 | Svizzera (bandiera)      | D     | Enrico Schirinzi       |
| 32 | Ucraina (bandiera)       | A     | Marko Dević            |
| 33 | Liechtenstein (bandiera) | D     | Maximilian Göppel      |
| 45 | Svizzera (bandiera)      | A     | Cédric Chevalley       |

## Organigramma societario
Area tecnica
- Allenatore: Roland Vrabec
- Allenatore in seconda: Thomas Stickroth
- Preparatore dei portieri: Sebastian Selke
- Preparatori atletici: Christian Kolodziej

## Calciomercato

### Sessione estiva
| Acquisti | Acquisti          | Acquisti     | Acquisti |
| R.       | Nome              | da           | Modalità |
| -------- | ----------------- | ------------ | -------- |
| A        | Marko Dević       | Rostov       |          |
| A        | Sherko Karim      | Grasshoppers |          |
| A        | Mohamed Coulibaly | CD Logroñés  |          |
| C        | Milan Gajić       | Young Boys   |          |
| P        | Justin Ospelt     | Vaduz U17    |          |
| D        | Enrico Schirinzi  | Thun         |          |

| Cessioni | Cessioni            | Cessioni       | Cessioni |
| R.       | Nome                | a              | Modalità |
| -------- | ------------------- | -------------- | -------- |
| C        | Moreno Costanzo     | Thun           |          |
| P        | Christian Baldinger | Delémont       |          |
| C        | Ramon Cecchini      | YF Juventus    |          |
| D        | Matthias Strohmaier | Schweinfurt 05 |          |
| A        | Albion Avdijaj      | Grasshoppers   |          |
| D        | Simone Grippo       | Real Saragozza |          |
| C        | Stjepan Kukuruzović | San Gallo      |          |
| C        | Caleb Stanko        | Friburgo       |          |
| A        | Gonzalo Zárate      | Losanna        |          |

### Sessione invernale
| Acquisti | Acquisti    | Acquisti  | Acquisti |
| R.       | Nome        | da        | Modalità |
| -------- | ----------- | --------- | -------- |
| A        | Boris Babić | San Gallo |          |

| Cessioni | Cessioni        | Cessioni        | Cessioni |
| R.       | Nome            | a               | Modalità |
| -------- | --------------- | --------------- | -------- |
| A        | Sherko Karim    | Grasshoppers    |          |
| A        | Aldin Turkeš    | Rapperswil-Jona |          |
| D        | Daniel Kaufmann | Balzers         |          |

## Risultati

### Challenge League

#### Prima fase, girone di andata
| Arbitro: | Tschudi |

|  |           |            |
|  | Marcatori | 75’ Mathys |

| Arbitro: | Ovcharov |

|            |           |              |
| Puljić 78’ | Marcatori | 25’ Wüthrich |

| Arbitro: | Gut |

|                                  |           |               |
| Nuzzolo 18’ Tréand 67’ Gomes 76’ | Marcatori | 33’ Coulibaly |

| Arbitro: | Jaccottet |

|                          |           |                             |
| Puljić 45’ Burgmeier 72’ | Marcatori | 8’ Sutter 45’ (rig.) Silvio |

| Arbitro: | Tschudi |

|  |           |                        |
|  | Marcatori | 46’ Konrad 85’ Jüllich |

| Arbitro: | Jancevski |

|                                     |           |               |
| Bunjaku 43’ Çiçek 62’ Castroman 77’ | Marcatori | 81’ Burgmeier |

| Arbitro: | Superczynski |

|                      |           |                                |
| Puljić 35’ Dević 47’ | Marcatori | 41’ Schwizer 54’ (rig.) Chagas |

| Arbitro: | Ovcharov |

|              |           |  |
| Pagliuca 54’ | Marcatori |  |

| Arbitro: | Fähndrich |

|             |           |  |
| Jüllich 63’ | Marcatori |  |

#### Prima fase, girone di ritorno
| Vaduz 1º ottobre 2017, ore 16:00 CEST 10ª giornata | Vaduz | 0 – 0 referto | Wil | Rheinpark (1 939 spett.)\| Arbitro: \| Amhof \| |
| Arbitro:                                           | Amhof |               |     |                                                 |

| Arbitro: | Schärer |

|              |           |  |
| Lang 5’, 73’ | Marcatori |  |

| Arbitro: | Dudic |

|  |           |                                             |
|  | Marcatori | 32’, 41’, 62’ Nuzzolo 53’ Tréand 72’ Ramizi |

| Arbitro: | Schnyder |

|  |           |           |
|  | Marcatori | 77’ Dević |

| Arbitro: | Dudic |

|                                      |           |                |
| Turkeš 14’ Mathys 32’, 54’ Dević 40’ | Marcatori | 75’ Ciarrocchi |

| Arbitro: | Gut |

|                        |           |  |
| Jüllich 29’ Puljić 47’ | Marcatori |  |

| Arbitro: | Marri |

|                        |           |  |
| Fazliu 22’ Shabani 84’ | Marcatori |  |

| Arbitro: | Gut |

|            |           |            |
| Puljić 24’ | Marcatori | 15’ Gudelj |

| Arbitro: | Jancevski |

|  |           |           |
|  | Marcatori | 4’ Mathys |

#### Seconda fase, girone di andata
| Arbitro: | Fähndrich |

|                                           |           |                                  |
| Dević 8’ (rig.) Muntwiler 29’ Brunner 45’ | Marcatori | 64’ Delley 89’ Karlen 90’ Doudin |

| Arbitro: | Jancevski |

|                  |           |                       |
| Elmer 83’ (rig.) | Marcatori | 27’ Mathys 47’ Konrad |

| Arbitro: | Wolfensberger |

|                                                     |           |           |
| Dević 42’, 67’ Mathys 48’ Schirinzi 52’ Brunner 76’ | Marcatori | 90’ Tadić |

| Arbitro: | Hänni |

|         |           |  |
| Duah 7’ | Marcatori |  |

| Arbitro: | Gut |

|                            |           |                |
| Muntwiler 17’ Borgmann 69’ | Marcatori | 50’ Stevanović |

| Arbitro: | Staubli |

|              |           |           |
| Lombardi 33’ | Marcatori | 6’ Bühler |

| Arbitro: | Piccolo |

|                             |           |  |
| Coulibaly 15’ Burgmeier 79’ | Marcatori |  |

| Arbitro: | Wolfensberger |

|                   |           |                                                                               |
| Göppel 66’ (aut.) | Marcatori | 39’ Coulibaly 45’ Schirinzi 59’ Konrad 69’ (rig.) Gajić 73’ Mathys 78’ Kamber |

| Arbitro: | Jancevski |

|                                                               |           |           |
| Konrad 53’ Dević 54’ Coulibaly 71’, 86’ von Niederhäusern 76’ | Marcatori | 58’ Tasar |

#### Seconda fase, girone di ritorno
| Arbitro: | Falahi |

|                                         |           |           |
| Nuzzolo 9’ (rig.) Karlen 58’ Nimani 88’ | Marcatori | 78’ Dević |

| Arbitro: | Gut |

|                                          |           |  |
| Muntwiler 45’, 48’ Dević 60’ (rig.), 62’ | Marcatori |  |

| Arbitro: | Bieri |

|                            |           |                                 |
| Seferi 16’ Pasquarelli 74’ | Marcatori | 75’ (aut.) Gudelj 79’ Muntwiler |

| Arbitro: | Schärli |

|                    |           |            |
| Doumbia 90’ (aut.) | Marcatori | 20’ Radice |

| Arbitro: | Wolfensberger |

|  |           |               |
|  | Marcatori | 63’ Coulibaly |

| Arbitro: | Gut |

|                      |           |                            |
| Dević 28’ Mathys 53’ | Marcatori | 20’, 40’ (rig.) Cortelezzi |

| Arbitro: | Dudic |

|                            |           |                                           |
| Sessolo 11’, 73’ Çiçek 45’ | Marcatori | 87’ (rig.) Dević 90’ Mathys 90’ Muntwiler |

| Arbitro: | Wolfensberger |

|                                                         |           |                    |
| Burgmeier 23’, 34’ Coulibaly 27’ Gajić 64’ Borgmann 67’ | Marcatori | 65’, 75’ Josipovic |

| Arbitro: | Horisberger |

|                                              |           |                  |
| Hammerich 13’, 56’ Gjorgjev 81’ Peyretti 87’ | Marcatori | 78’ (rig.) Dević |

### Coppa del Liechtenstein
| 24 ottobre 2017, ore 19:30 CEST Quarti di finale | Eschen/Mauren II | 0 – 9 | Vaduz |  |

| 10 aprile 2018, ore 19:30 CEST Semifinale | Eschen/Mauren | 0 – 2 | Vaduz |  |

| Vaduz 2 maggio 2018, ore 18:30 CEST Finale | Vaduz | 3 – 0 | Balzers | Rheinpark Stadion |

### Europa League
| Arbitro: | Järvinen |

|                            |           |  |
| Turkeš 22’, 39’ Mathys 43’ | Marcatori |  |

| Arbitro: | Munukka |

|  |           |            |
|  | Marcatori | 42’ Occéan |

| Arbitro: | Vasić |

|                |           |  |
| Mladenović 82’ | Marcatori |  |

## Statistiche

### Statistiche di squadra
| Competizione            | Punti | In casa | In casa | In casa | In casa | In casa | In casa | In trasferta | In trasferta | In trasferta | In trasferta | In trasferta | In trasferta | Totale | Totale | Totale | Totale | Totale | Totale | DR  |
| Competizione            | Punti | G       | V       | N       | P       | Gf      | Gs      | G            | V            | N            | P            | Gf           | Gs           | G      | V      | N      | P      | Gf     | Gs     | DR  |
| ----------------------- | ----- | ------- | ------- | ------- | ------- | ------- | ------- | ------------ | ------------ | ------------ | ------------ | ------------ | ------------ | ------ | ------ | ------ | ------ | ------ | ------ | --- |
| Challenge League        | 59    | 18      | 9       | 8       | 1       | 42      | 23      | 18           | 7            | 3            | 8            | 24           | 27           | 36     | 16     | 11     | 9      | 66     | 50     | +16 |
| Europa League           | -     | 2       | 1       | 0       | 1       | 3       | 1       | 1            | 0            | 0            | 1            | 0            | 1            | 3      | 1      | 0      | 2      | 3      | 2      | +1  |
| Coppa del Liechtenstein | -     | 0       | 0       | 0       | 0       | 0       | 0       | 2            | 2            | 0            | 0            | 11           | 0            | 2      | 2      | 0      | 0      | 11     | 0      | +11 |
| Totale                  | 59    | 20      | 10      | 8       | 2       | 45      | 24      | 21           | 9            | 3            | 9            | 35           | 28           | 41     | 19     | 11     | 11     | 80     | 52     | +28 |

### Andamento in campionato
| Giornata  | 1 | 2 | 3 | 4 | 5 | 6 | 7 | 8 | 9 | 10 | 11 | 12 | 13 | 14 | 15 | 16 | 17 | 18 | 19 | 20 | 21 | 22 | 23 | 24 | 25 | 26 | 27 | 28 | 29 | 30 | 31 | 32 | 33 | 34 | 35 | 36 |
| --------- | - | - | - | - | - | - | - | - | - | -- | -- | -- | -- | -- | -- | -- | -- | -- | -- | -- | -- | -- | -- | -- | -- | -- | -- | -- | -- | -- | -- | -- | -- | -- | -- | -- |
| Luogo     | T | C | T | C | T | T | C | T | C | C  | T  | C  | T  | C  | C  | T  | C  | T  | C  | T  | C  | T  | C  | T  | C  | T  | C  | T  | C  | T  | C  | T  | C  | T  | C  | T  |
| Risultato | V | N | P | N | V | P | N | P | V | N  | P  | P  | V  | V  | V  | P  | N  | V  | N  | V  | V  | P  | V  | N  | V  | V  | V  | P  | V  | N  | N  | V  | N  | N  | V  | P  |
| Posizione | 4 | 3 | 5 | 4 | 4 | 4 | 4 | 5 | 4 | 4  | 5  | 6  | 5  | 5  | 4  | 5  | 5  | 5  | 5  | 4  | 4  | 5  | 4  | 5  | 4  | 3  | 3  | 4  | 3  | 3  | 4  | 2  | 4  | 4  | 4  | 4  |

Legenda:

Luogo: C = Casa; T = Trasferta. Risultato: V = Vittoria; N = Pareggio; P = Sconfitta.

### Statistiche dei giocatori
| Giocatore            | Challenge League | Challenge League | Challenge League | Challenge League | Coppa UEFA | Coppa UEFA | Coppa UEFA  | Coppa UEFA | Totale   | Totale | Totale      | Totale     |
| Giocatore            | Presenze         | Reti             | Ammonizioni      | Espulsioni       | Presenze   | Reti       | Ammonizioni | Espulsioni | Presenze | Reti   | Ammonizioni | Espulsioni |
| -------------------- | ---------------- | ---------------- | ---------------- | ---------------- | ---------- | ---------- | ----------- | ---------- | -------- | ------ | ----------- | ---------- |
| B. Babić             | 9                | 0                | 0                | 0                | 0          | 0          | 0           | 0          | 9        | 0      | 0           | 0          |
| A. Borgmann          | 34               | 2                | 3                | 0                | 4          | 0          | 0           | 0          | 38       | 2      | 3           | 0          |
| M. Brunner           | 19               | 2                | 3                | 0                | 4          | 1          | 0           | 0          | 23       | 3      | 3           | 0          |
| F. Burgmeier         | 12               | 5                | 2                | 0                | 3          | 0          | 0           | 0          | 15       | 5      | 2           | 0          |
| M. Bühler            | 27               | 1                | 3                | 0                | 3          | 0          | 1           | 0          | 30       | 1      | 4           | 0          |
| C. Chevalley         | 2                | 0                | 0                | 0                | 0          | 0          | 0           | 0          | 2        | 0      | 0           | 0          |
| D. Ciccone           | 27               | 0                | 6                | 1                | 4          | 0          | 0           | 0          | 31       | 0      | 6           | 1          |
| M. Costanzo          | 0                | 0                | 0                | 0                | 0          | 0          | 0           | 0          | 0        | 0      | 0           | 0          |
| M. Coulibaly         | 28               | 7                | 3                | 0                | 1          | 0          | 0           | 0          | 29       | 7      | 3           | 0          |
| M. Dević             | 30               | 13               | 3                | 0                | 0          | 0          | 0           | 0          | 30       | 13     | 3           | 0          |
| M. Eidenbenz         | 0                | 0                | 0                | 0                | 0          | 0          | 0           | 0          | 0        | 0      | 0           | 0          |
| Y. Felfel            | 0                | 0                | 0                | 0                | 1          | 0          | 0           | 0          | 1        | 0      | 0           | 0          |
| M. Gajić             | 23               | 2                | 0                | 0                | 2          | 0          | 0           | 0          | 25       | 2      | 0           | 0          |
| M. Göppel            | 24               | 0                | 4                | 0                | 1          | 0          | 0           | 0          | 25       | 0      | 4           | 0          |
| P. Jehle             | 32               | 0                | 3                | 0                | 4          | 0          | 1           | 0          | 36       | 0      | 4           | 0          |
| N. Jüllich           | 12               | 3                | 3                | 0                | 0          | 0          | 0           | 0          | 12       | 3      | 3           | 0          |
| R. Kamber            | 20               | 1                | 3                | 0                | 4          | 0          | 1           | 0          | 24       | 1      | 4           | 0          |
| S. Karim             | 0                | 0                | 0                | 0                | 0          | 0          | 0           | 0          | 0        | 0      | 0           | 0          |
| D. Kaufmann          | 0                | 0                | 0                | 0                | 0          | 0          | 0           | 0          | 0        | 0      | 0           | 0          |
| T. Konrad            | 21               | 4                | 4                | 0                | 2          | 0          | 1           | 0          | 23       | 4      | 5           | 0          |
| A. Majer             | 0                | 0                | 0                | 0                | 0          | 0          | 0           | 0          | 0        | 0      | 0           | 0          |
| M. Mathys            | 32               | 9                | 3                | 0                | 4          | 1          | 0           | 0          | 36       | 10     | 3           | 0          |
| M. Mikus             | 0                | 0                | 0                | 0                | 0          | 0          | 0           | 0          | 0        | 0      | 0           | 0          |
| P. Muntwiler         | 30               | 6                | 13               | 0                | 4          | 0          | 0           | 0          | 34       | 6      | 13          | 0          |
| J. Ospelt            | 0                | 0                | 0                | 0                | 0          | 0          | 0           | 0          | 0        | 0      | 0           | 0          |
| P. Ospelt            | 1                | 0                | 0                | 0                | 0          | 0          | 0           | 0          | 1        | 0      | 0           | 0          |
| M. Pfründer          | 9                | 0                | 1                | 0                | 0          | 0          | 0           | 0          | 9        | 0      | 1           | 0          |
| T. Puljić            | 33               | 5                | 6                | 0                | 4          | 0          | 0           | 0          | 37       | 5      | 6           | 0          |
| E. Schirinzi         | 31               | 2                | 4                | 0                | 2          | 0          | 0           | 0          | 33       | 2      | 4           | 0          |
| B. Siegrist          | 5                | 0                | 0                | 0                | 0          | 0          | 0           | 0          | 5        | 0      | 0           | 0          |
| A. Turkeš            | 16               | 1                | 2                | 0                | 4          | 2          | 0           | 0          | 20       | 3      | 2           | 0          |
| G. Zárate            | 0                | 0                | 0                | 0                | 1          | 1          | 1           | 0          | 1        | 1      | 1           | 0          |
| N. von Niederhäusern | 26               | 1                | 6                | 0                | 4          | 0          | 1           | 0          | 30       | 1      | 7           | 0          |